# フォード・エスコートRSコスワース

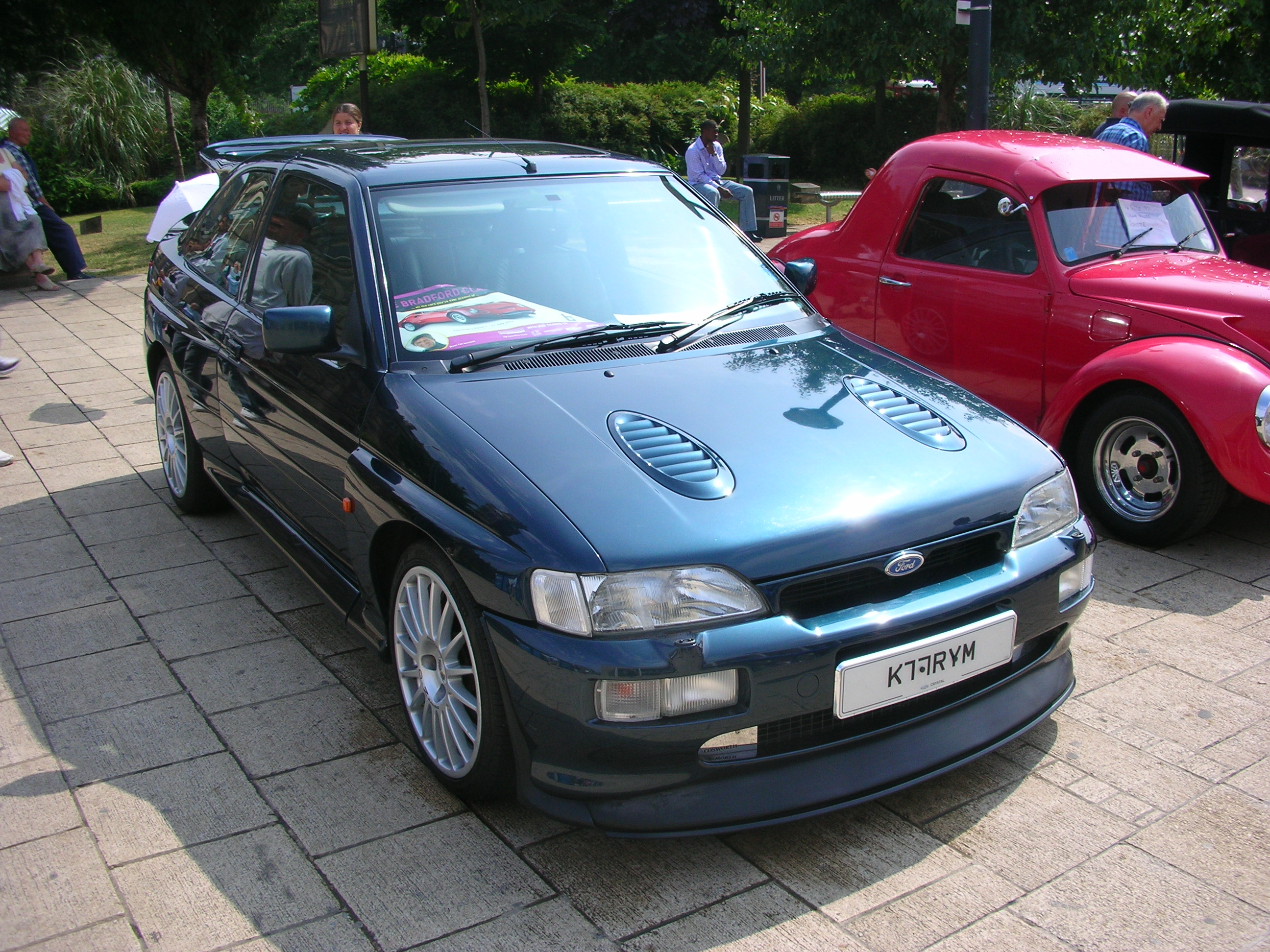
フォード・エスコートRSコスワース

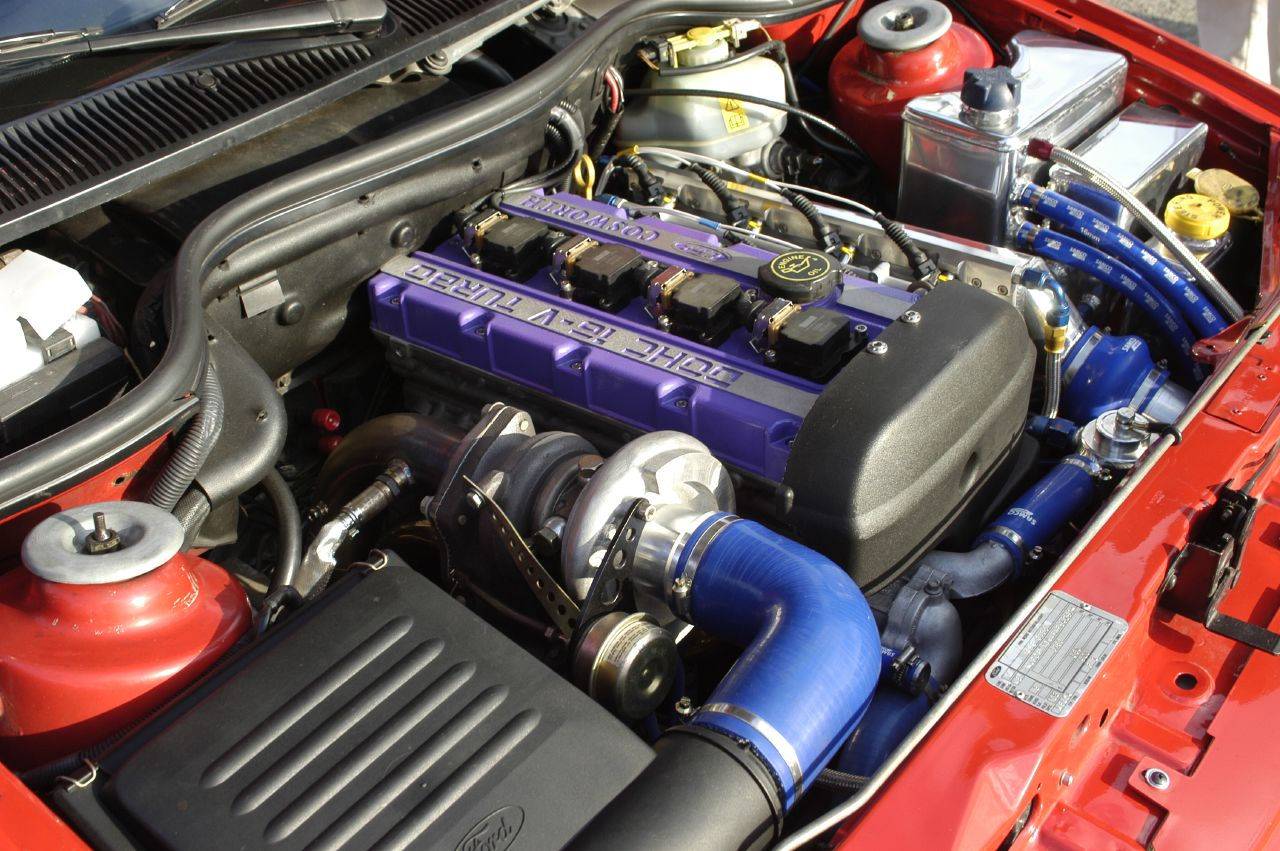
コスワース製エンジン

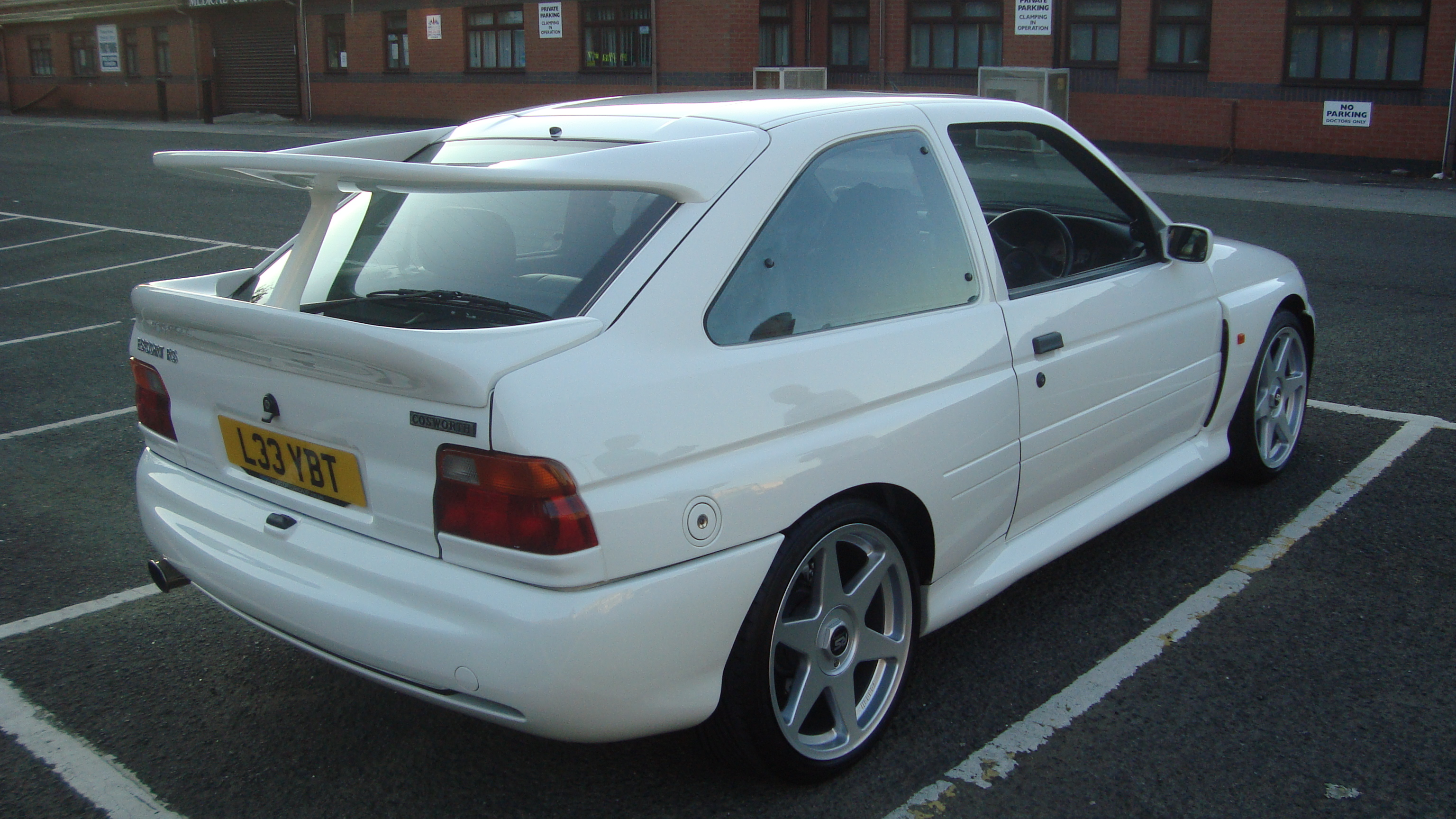
ルーフから伸びるウイングが特徴的なリヤビュー

エスコート RSコスワース（Escort RS Cosworth）は、フォード・モーターがフォード・エスコートベースで開発したスポーツカー。ネーミングが示すとおり、エンジン開発はコスワースが担当した。

## 概要
5代目エスコートに四輪駆動（4WD）仕様はなかったものの、シエラ・サファイアRSコスワース4×4の4WDコンポーネンツをエスコートの小さなエンジンルーム内に収めることで、良好な重量配分を得ている。小さなエンジンベイに縦置きで搭載されたコスワースYBTエンジンは排気量1,993 cc、直列4気筒の鋳鉄製ブロック。これにコスワースが開発したDOHC4バルブヘッドとギャレット製大径ターボチャージャーとの組み合わせによって、最高出力227 PS、最大トルク30.4 kgmを発生。足回りはシエラ・RSコスワースと同様にフロントはマクファーソン・ストラット、リアはセミトレーリングアームを採用している。ただ、計画当初はリヤサスペンションをマルチリンク式にする事も検討していたが、コストの問題でセミトレーリングアーム式にせざるを得なかったという。
市販モデルは1992年にヨーロッパで発売され、グレードはサンルーフ、パワーウインドウなどを備えたラグジュアリーと、競技仕様のスタンダード（受注生産）の2タイプ。ボディカラーは白、黒、赤のほか、メタリック系の紺、緑、灰の6色で、スタンダードは白のみの設定であった。オプションとして2段スポイラーも設定された。デザイナーのフランク・ステファンソンによれば、本来はフォッカー Dr.Iをモデルにした3段スポイラーを採用したいと思っていたものの、コストの問題で中段を外した2段スポイラーにせざるを得なかったという。なお、後年のテレビ番組『名車再生!クラシックカー・ディーラーズ』（ディスカバリーチャンネル）シーズン14エピソード1において、ステファンソンによるスケッチを元に3段スポイラーがワンオフで再現されている。
その後、エンジンや装備の充実を図ったマイナーチェンジを受けるが、欧州連合（EU）の排出ガス規制に適合させることが困難となり、1995年いっぱいで生産を終了した。
日本ではフォードによる正規輸入は行われなかったものの、1993年に日本人初のWRCワークスドライバーとしてトヨタからサファリラリーに出場した岩瀬晏弘が運営するオートスポーツイワセ（本社：東京都足立区）などによって並行輸入された。

## WRCでの成果

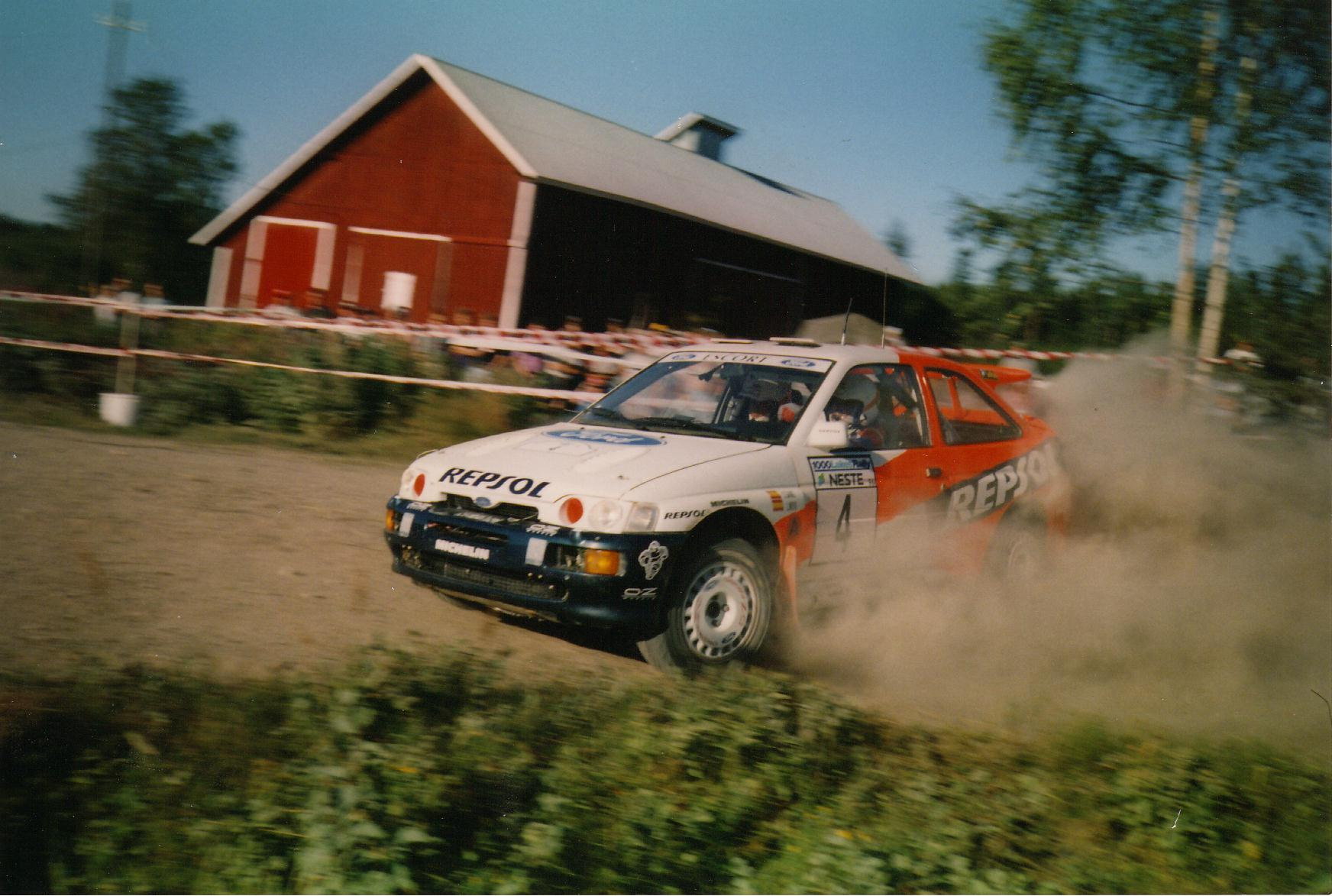
1996年1000湖ラリーにて

世界ラリー選手権（WRC）においては、デビューイヤーの1993年は舗装路、未舗装路でも安定した成績を残し、特に舗装路では速さを見せたものの、翌1994年以降は目まぐるしく変わるチーム運営と開発力の低下も影響し、1996年までの参戦期間の中に7勝を挙げるに留まった。
特にチーフエンジニアがジョン・ウィラーからフィリップ・ドゥナビンに変わって以降は、ドライバーが希望したセットアップで走れない事態が多々発生し、お役所体質と呼ばれたフォード・モータースポーツチーム（通称：ボアハム）は、マシン開発の停滞を招いた。ランチアから移籍してきたミキ・ビアシオンや、スバルから移籍してきたカルロス・サインツらに、そうした運営を批判されている。
その一方で、このマシンが低迷の1980年代から再びWRCのトップ争いをするまでにフォードを回復させたことも事実であり、 ワークス・チームに限らずプライベーターにも多数使用されている。特に1993年のラリー・サンレモではワークス勢が全滅の中、イタリア人ドライバーのジャン・フランコ・クニコが、2017年にMスポーツが破るまで長らくWRC最後となっていた純プライベーターによる勝利を記録している。その他にもスポット起用ではあるが、1994年1000湖ラリーにおけるトミ・マキネンの勝利や、1995年のツール・ド・コルスでは、ブルーノ・ティリーが最終レグのトラブルまでトップを走るなどの活躍を見せた。